# Première chapelle Sainte-Barbe de Somain
Pour les articles homonymes, voir chapelle Sainte-Barbe.
Ne doit pas être confondu avec la chapelle Sainte-Barbe de Somain.
La chapelle Sainte-Barbe  est une chapelle catholique disparue de Somain, dans le Nord, en France.

## Historique
D'après le cadastre napoléonien de 1858, la chapelle est située à l'extrême sud de la rue Sainte-Barbe, actuelle rue Jules-Ferry, au milieu du croisement de la suite de la rue Babette, actuelle rue Léon-Gambetta, cette dernière reliant Somain à Fenain.
La chapelle n'existe plus.

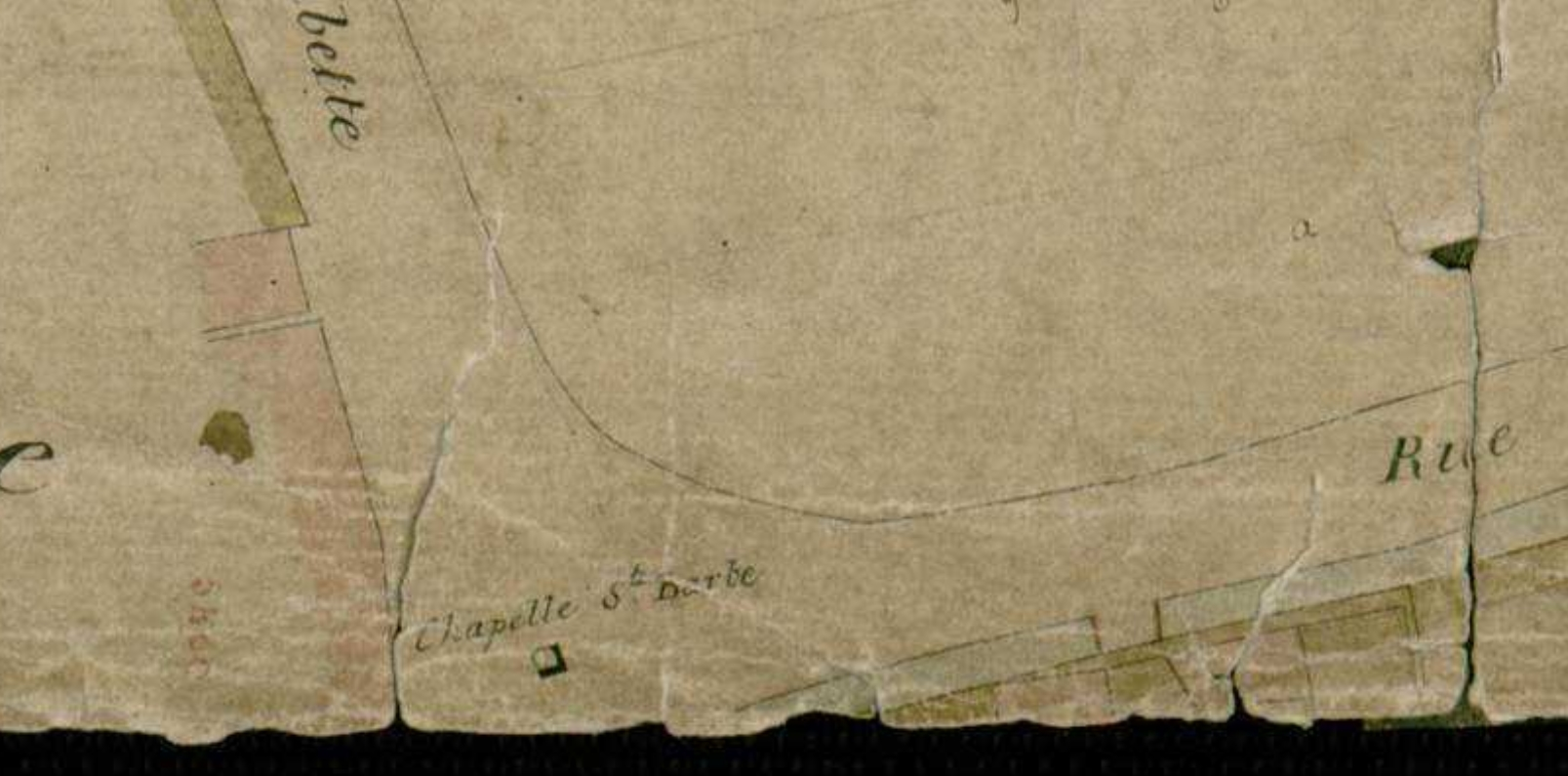
Détail du cadastre.
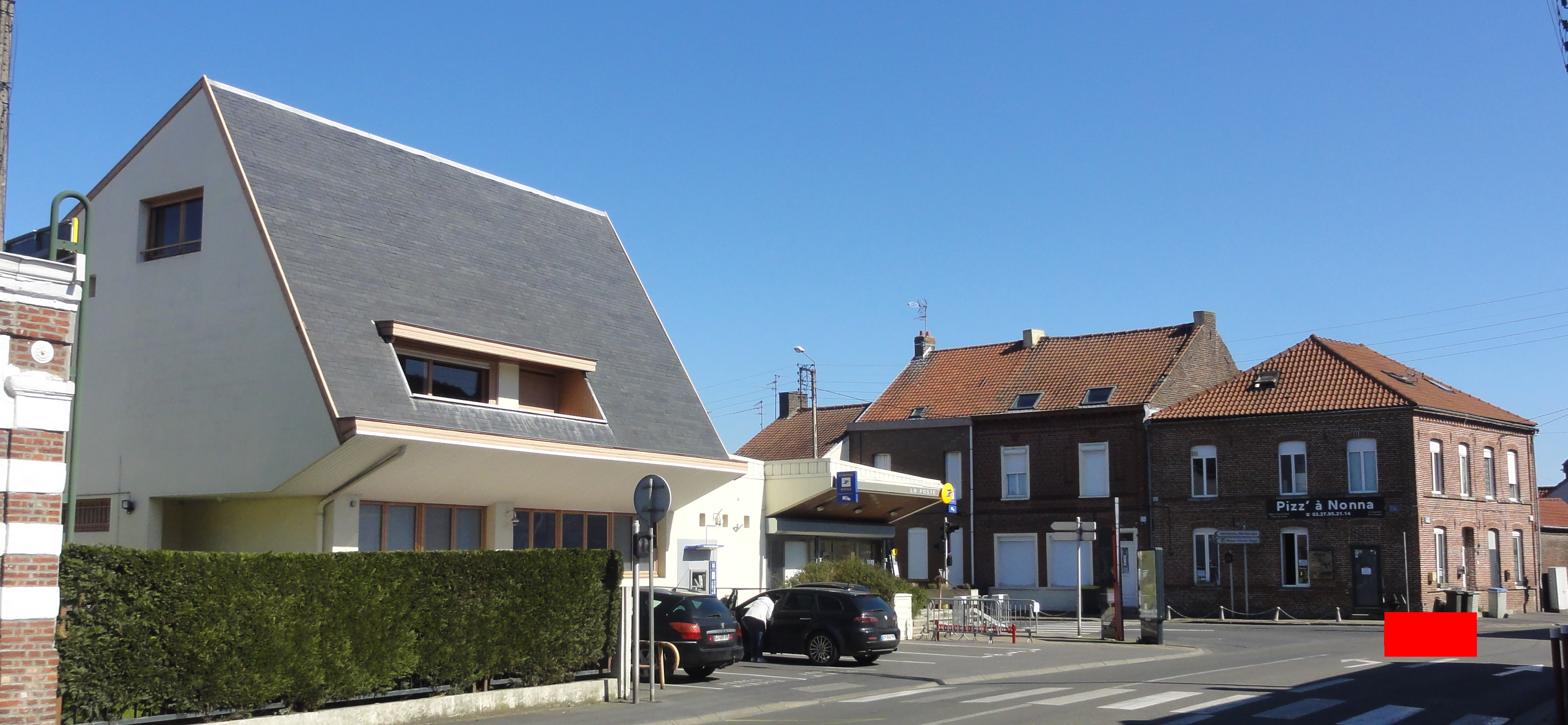
Localisation de l'emplacement (en rouge) de la chapelle sur une photographie datée de fin mars 2020.